# ترین آلیاند
ترین آلیاند (به انگلیسی: Triin Aljand) (زادهٔ ۸ ژوئیهٔ ۱۹۸۵) شناگر اهل استونی است.